# Villanueva de Gumiel (kommun)
Villanueva de Gumiel är en kommun i Spanien.   Den ligger i provinsen Provincia de Burgos och regionen Kastilien och Leon, i den centrala delen av landet, 150 km norr om huvudstaden Madrid. Antalet invånare är 298.